# David Knout
David Knout (născut Duvid Fixman; în rusă Довид Кнут, transliterat: Dovid Knut; n. 10/23 septembrie 1900, Orhei, Basarabia, Imperiul Rus – d. 15 februarie 1955, Tel Aviv, Israel) a fost un evreu basarabean, poet de limbă rusă, jurnalist francez și membru al Rezistenței franceze.

## Biografie

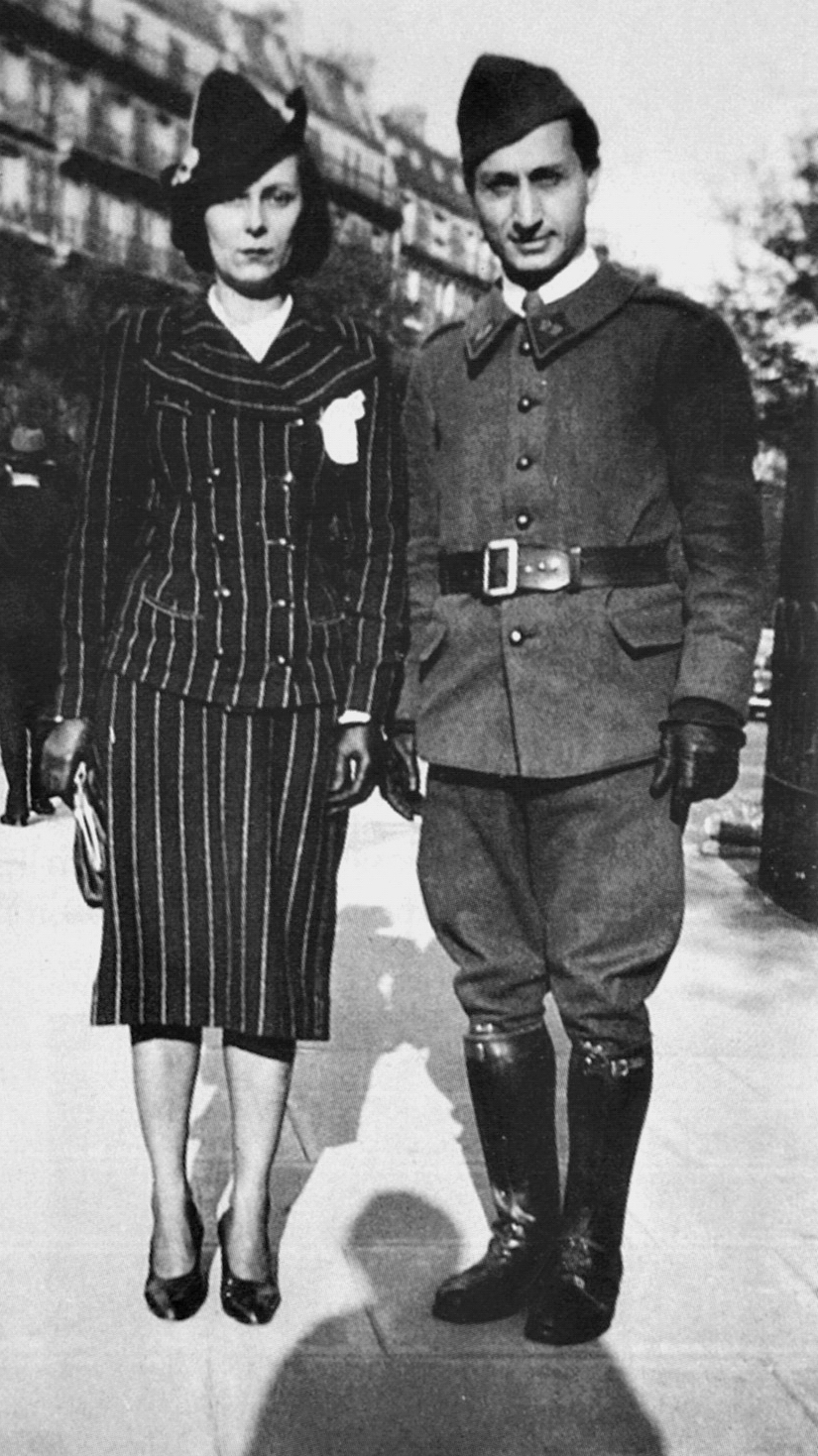
Ariadna și David Knout, Paris, 1939.

S-a născut în orașul Orhei din același ținut, gubernia Basarabia (Imperiul Rus), în familia unui băcan. Și-a petrecut copilăria la Chișinău (descris mai târziu în detaliu în ciclul „Povești de Chișinău” / Кишинёвские рассказы). A studiat la heder și la o școală evreiască de stat. A fost văr primar cu David Vetrov, cu care a întreținut o corespondență. În 1920 împreună cu familia și cu compatriotul și prietenul său, pictorul Ary Lochakow, a emigrat în Franța, la Paris.
A început să scrie poezie încă la Chișinău: prima publicație a fost în ziarul „Mesagerul basarabean” (Бессарабский вестник) în 1914, apoi publicații în ziarele „Curier” (Курьер), „Basarabia” (Бессарабия), „Gând liber” (Свободная мысль) și în revista „Gând tânăr” (Молодая мысль, 1918), pe care l-a editat. În Paris a fost publicat pe larg în revistele emigrației rusești; poezia sa a fost apreciată de Vladislav Hodasevici. În 1925 a participat la Uniunea Tinerilor Poeți. Alături de Nina Berberova și Iuri Terapiano, a creat publicația La Nouvelle Maison („Casa nouă”), ale cărei trei numere vor apărea în 1926-1927. L-a cunoscut pe Ivan Bunin la Paris.
Cu soția sa Ariadna⁠(fr)[traduceți] (1906-1944; fiica compozitorului rus Alexandr Scriabin) și alții, în timpul celui de-Al Doilea Război Mondial, a creat o organizație secretă numită La Main forte („Mâna puternică”), o mișcare de rezistență franceză care va deveni ulterior armata evreiască⁠(fr)[traduceți]. Liderii armatei evreiești se pregăteau, de asemenea, pentru un război împotriva Regatului Unit pentru a elibera Israelul și a crea acolo un stat evreiesc. Soția sa a fost ucisă la 22 iunie 1944 într-o ambuscadă organizată de către miliția franceză în apartamentul ei din Toulouse, cu o lună înainte de eliberarea orașului. 
Knout, care a trebuit să părăsească Toulouse-ul pentru a se refugia în Elveția la sfârșitul anului 1942, s-a întors la Paris după război. A devenit redactor al ziarului Le Monde juif („Lumea evreiască”), apoi al Buletinului Centrului pentru Documentare Evreiască Contemporană, dar a trecut printr-o criză a creației literare. A emigrat în Israel în 1949 cu a doua soție, actrița Virginie Charovski, cu 28 de ani mai tânără decât el și cu copiii lor. A murit acolo șase ani mai târziu, de o tumoare la creier.

## Cărți
- Моих тысячелетий. Птицелов („Mileniile mele”): Paris, 1925 (text complet).
- Вторая книга стихов („A doua carte de poezie”). D. Knout — Editura «Navarre»: Paris, 1928 (текст).
- Сатир. Монастырь муз („Satir. Mănăstirea Muzelor”): Paris, 1929.
- Парижские ночи: Стихи („Nopți pariziene: poezii”). Ed. «Rodnik»: Paris, 1932.
- Насущная любовь. („Iubire zilnică”): Casa cartei, Paris, 1938.
- Que faire? („Ce să fac?”), Toulouse, 1942.
- Contributions a l’histoire de la resistance juive en France, 1940—1944  („Contribuții la istoria rezistenței evreiești din Franța”). Ed. du Centre de Documentation Juive Contemporaine: Paris, 1947.
- Избранные стихи. Четыре оригинальные литографии Якова Шапиро („Poezii alese. Patru litografii originale de Iakov Shapiro”). Ed. «Moderne de la Presse»: Paris, 1949.
- Собрание сочинений в 2-х томах, составление и редакция Владимира Хазана („Lucrări selecte în 2 volume, compilate și editate de Vladimir Hazan”). Universitatea Ebraică: Ierusalim, 1997 și 1998.